# La Valse

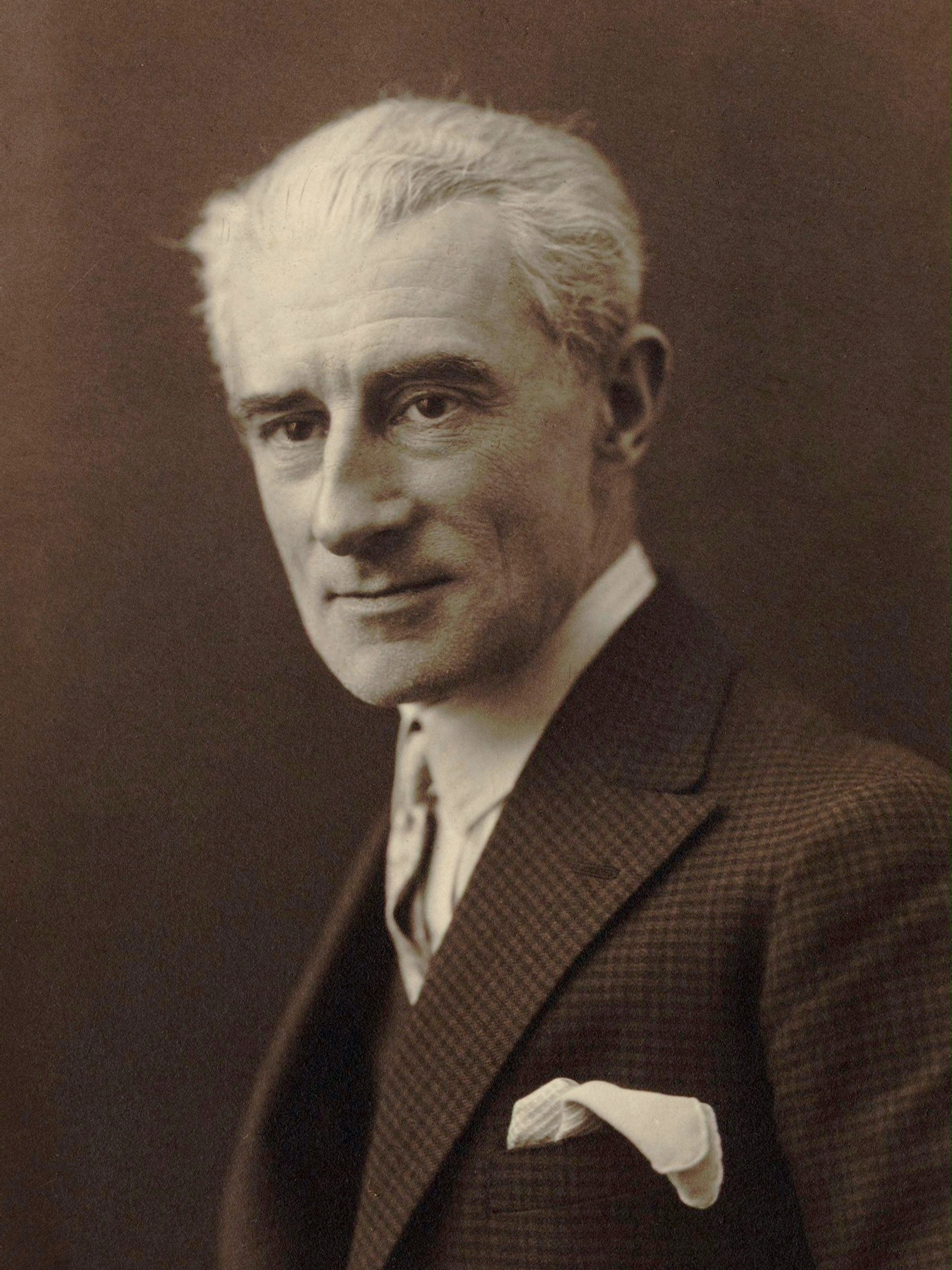
Compositor Maurice Ravel

La Valse é uma obra orquestral composta por Maurice Ravel (1875-1937), concebida como uma homenagem em forma de apoteose às valsas vienenses de Johann Strauss II (que Ravel sinceramente admirava). É classificada por seu autor como  "Poema Coreográfico", em função de seu desejo de vê-la como um bailado. Ele chegou a apresentá-la ao empresário Serguei Diaghilev em 1919, mas este a considerou não adequada para um balé.

## A Criação
Maurice Ravel já havia pensado em realizar uma obra em homenagem à valsa de Viena por volta de 1909. Seria uma obra dotada de romantismo, bem ao espírito da época. No início de 1916, ele se engaja no exército, interrompendo assim a sua produção musical. Quando em setembro de 1917 recebe baixa, volta a compor, porém em ritmo mais lento visto que seu estado de saúde não era bom. Termina uma série de seis peças para piano denominada "Le Tombeau de Couperin" e para novamente. Só em 1919 volta a se dedicar a uma composição: La Valse. Conforme suas palavras:
"Concebi esta obra como uma espécie de apoteose da valsa vienense, à qual se mistura, em meu espírito, a impressão de um giro fantástico e fatal. Situo esta valsa em um palácio imperial, lá por volta do ano de 1855."
Como uma indicação para uma montagem coreográfica, no prefácio da partitura, ele escreveu:
- "Nuvens turbilhonantes deixam entrever, através de frestas de luz, pares de valsistas. Elas se dissipam pouco a pouco: distingue-se uma imensa sala ocupada por uma multidão rodopiante. A cena se torna cada vez mais iluminada. As luzes dos candelabros se acendem(…). Encenada na corte imperial, por volta de 1855."

Ele apresentou esta obra a Serguei Diaghilev, dono da companhia de balé Ballets Russes e que já havia levado ao palco Daphnis et Chloé uma versão para piano a quatro mãos de La Valse, que a achou inadequada para uma versão coreográfica, era "apenas a pintura de um balé".
Devido aos horrores da guerra que ele presenciou, a obra perdeu parte do romantismo que havia concebido inicialmente. O ritmo de valsa é misturado a imagens musicais, por vezes caóticas e muitas vezes inquietas.

## A Estreia
Ravel fez a estreia da obra em versão orquestral no dia 12 de dezembro de 1920, nos Concertos Lamoureux, em Paris, sob a direção de Camille Chevillard.
Como balé, foi encenado pela primeira vez em 23 de maio de 1929, na Ópera de Paris, tendo como bailarina Ida Rubinstein.

## A Composição
Em termo de apresentação orquestral, a execução da obra dura em média 12 minutos.
A composição pode ser dividida em duas partes para efeito de análise e compreensão:
A primeira, tem início com os contrabaixos, seguida dos fagotes e das trompas em atmosfera calma. O clima musical é fragmentado e um pouco confuso. Emergem vários temas. Aos poucos, um ritmo de valsa é estabelecido e vai tomando forma. A valsa firma-se ao som do oboé, seguido de outro tema firmado nos violoncelos e clarinetes. A execução torna-se agitada.
Com um pequeno retorno à introdução, tem início a segunda parte. Nela, a atmosfera musical é exasperada, impondo-se o tema dos violoncelos de forma insistente. Surge outro tema antes do coda. A agitação tende a aumentar, até atingir o clímax final com a mistura de maneira anárquica de todos os temas.
Durante todo a execução da obra, sete melodias se entrelaçam, em forma pulverizada ou colocadas em relevo pela reluzente orquestração. Ravel consegue estabelecer uma sequência de contrastes em toda a peça. O que vem a seguir não tem relação com o que veio antes e também não estabelece vínculo com o que vem depois. Cada aparição é uma surpresa para o ouvinte.
Embora o compositor não ter claramente dito sobre (sendo quase que claramente, contra essa interpretação), a obra inevitavelmente reflete a agitação e confusão que tomou a Europa após o término da Primeira Guerra Mundial. Maurice Ravel procura expressar esta angústia através desta obra. Não mais o clima ameno, linear e jovial de uma valsa, mas uma valsa nervosa e agitada, terminando em uma atmosfera catastrófica, tal qual ficou o continente europeu após o término da guerra.
Em 1922, o historiador musical Maurice Emmanuel decidiu perguntar ao próprio Ravel sobre o significado da obra antes de escrever notas de programa para uma apresentação da peça no Conservatório de Paris. Ravel respondeu: “Acredito que este trabalho precisa ser iluminado pela ribalta, pois suscitou muitos comentários estranhos. Enquanto alguns descobrem uma tentativa de paródia, na verdade de caricatura, outros veem categoricamente nela uma alusão trágica – o fim do Segundo Império, a situação em Viena depois da guerra, (...)“Esta dança pode parecer trágica, como qualquer outra emoção – excitação, alegria – levada ao extremo. Mas só se deve ver o que a música expressa: uma progressão ascendente de sonoridade, à qual o palco vem para adicionar luz e movimento.”

### É possível notar as duas teorias mais famosas nas diferentes produções do balé:
- La Valse (1973) pelo balé de Nova York em Berlin. Coreógrafo: Balanchine → Balanchine traz uma interpretação mais voltada para a "Dança da morte", com a bailarina seduzida e corrompida por uma figura masculina sombria.

- La Valse - A Social Waltz (1958) pelo Balé Real. Coreógrafo: Sir Frederick Ashton → Frederick Ashton pelo contrário, tem uma interpretação mais clássica, abstrata, que condiz com o que Ravel disse nas suas entrevistas sobre a peça. Por exemplo, a abertura retrata exatamente o que Ravel escreveu  "Nuvens turbilhonantes deixam entrever, através de frestas de luz, pares de valsistas (...)"

## Principais Características[4]
- Agrupamentos de frases antecedentes e consequentes para grande parte da melodia.
- Importante lembrar que este foi concebido como um balé com variações.
- Muitas seções são grupos como pares repetidos.
- Uso predominante de acordes aumentados.
- Seções contrastantes variam de pesadas a leves.
- Muitas variações começam com uma anacrusis.
- Muitas vezes há transições entre cada variação que se tornam mais abruptas e dramáticas à medida que o balé evolui.
- Extensa ligação melódica e harmônica
- Gestos recorrentes incluem: Escalas cromáticas, Glissandos.
- Acompanhamentos recorrentes: Tercinas, Duínas de Colcheia.

## Orquestração

###### Aorquestrapara a execução da obra compõe-se dos seguintesinstrumentos:
- Flautim,  Flauta, 2 Oboés, Corne inglês, 2 Clarinetes, clarinete baixo, 2 Fagotes, Contrafagote,  Contrabaixo, 4 Trompas, 3 Trombetas, 3 Trombones, Tuba, Percussão, 2 Harpas, instrumentos de cordas.